# Duessa atriplaga
Duessa atriplaga är en fjärilsart som beskrevs av Clarke 1976. Duessa atriplaga ingår i släktet Duessa och familjen vecklare. Inga underarter finns listade i Catalogue of Life.